# Тайнаг
Тайнаг (азерб. Taynaq) — село в Тайнагском административно-территориальном округе Агджабединского района Азербайджана.

## Этимология
Происходит от слова «тай», означающего лес и «наг» (окончание, характеризующее местность), означает «лесистая местность». Данная версия подтверждается тем, что в селе есть редкие тугайные леса.

## История
Село Тайнаг в 1913 году согласно административно-территориальному делению Елизаветпольской губернии относилось к Уч-огланскому сельскому обществу Шушинского уезда.
Согласно результатам Азербайджанской сельскохозяйственной переписи 1921 года, населённый пункт Тайнах входил в Караханлинское сельское общество Шушинского уезда Азербайджанской ССР. Численность населения составляла 247 человек (51 хозяйство), преобладающей национальностью являлись тюрки азербайджанские (азербайджанцы).
В 1926 году согласно административно-территориальному делению Азербайджанской ССР село относилось к дайре Агдам Агдамского уезда.
После реформы административного деления и упразднения уездов в 1929 году был образован Сарыджалинский сельсовет в Агджабединском районе Азербайджанской ССР.
Согласно административному делению 1961 и 1977 года село Тайнаг входило в Сарыджалинский сельсовет Агджабединского района Азербайджанской ССР.
В 1999 году в Азербайджане была проведена административная реформа и внутри Сарыджалинского административно-территориального округа был учрежден Тайнагский муниципалитет Агджабединского района.
5 июля 2000 года из состава Сарыджалинского административно-территориального округа выделен новый, Тайнагский.

## География
Тайнаг расположен на Карабахской равнине.
Село находится в 29 км от райцентра Агджабеди и в 308 км от Баку. Ближайшая железнодорожная станция — Агдам (действующая — Халадж).
Село находится на высоте 101 метр над уровнем моря.

## Население
| Численность населения | Численность населения | Численность населения | Численность населения |
| 1886                  | 1983                  | 1999                  | 2009                  |
| --------------------- | --------------------- | --------------------- | --------------------- |
| 148                   | ↗510                  | ↗775                  | ↗878                  |

В 1886 году в селе проживало 148 человек, все — азербайджанцы, по вероисповеданию — мусульмане-шииты.
Население преимущественно занимается хлопководством, животноводством, выращиванием зерна.

## Инфраструктура
В селе расположены почтовое отделение, средняя школа, библиотека, клуб, медицинский пункт.